# Paolo Manna
Paolo Manna PIME (* 16. Januar 1872 in Avellino, Königreich Italien; † 15. September 1951 in Neapel, Italien) war ein italienischer Priester, Schriftsteller und Missionar. Er ist ein Seliger der römisch-katholischen Kirche.
Manna studierte an der Universität Neapel und der Päpstlichen Universität Gregoriana in Rom lateinische und griechische Sprache. Ab 1889 studierte er Philosophie. 1891 trat er in das Seminar des Instituts für die Auswärtigen Missionen in Mailand ein und begann Theologie zu studieren. Am 19. Mai 1894 weihte Paolo Angelo Ballerini, der ehemalige Erzbischof von Mailand, ihn zum Priester. 1895 ging er als Missionar nach Taungoo in Ostburma. Als er 1907 an Tuberkulose erkrankte, kehrte er nach Italien zurück. Ab 1909 leitete er die Missioni Cattoliche. 1914 gründete er die Propaganda Missionaria, 1916 die Unione Missionaria del Clero und 1919 die Italia Missionaria. 1924 wurde er Leiter des Instituts für die Auswärtigen Missionen in Mailand. 1926 vereinigte Papst Pius XI. das Institut für die Auswärtigen Missionen mit dem Päpstlichen Institut für die auswärtigen Missionen zum neuen Päpstlichen Institut für die auswärtigen Missionen. Manna war bis 1934 dessen erster Generalsuperior. Nach seinem Tod wurde er in der Kirche des „Päpstlichen Instituts für Auslandsmission“ in Trentola-Ducenta bei Caserta bestattet.
Papst Paul VI. ernannte ihn zum Diener Gottes und am 3. August 1973 wurde das Seligsprechungsverfahren eröffnet. Papst Johannes Paul II. erkannte ihm den Titel ehrwürdig zu. Er sprach ihn am 4. November 2001 selig. Sein Gedenktag ist er 15. September.